# Скуенек, Арвид Карлович
Скуенек Арвид Карлович, настоящее имя Демидов, Александр Осипович (1890, г. Рига, Российская империя — 10 марта 1939, Москва) — революционер, советский военный разведчик, Управляющий нефтяными промыслами «Прикамнефть».

## Профессиональная деятельность
Родился в Риге, происходил из рабочих, член ВКП(б) с 1908 года, русский. С 1905 по 1912 год — работал на различных заводах в качестве ученика, затем слесаря-фрезеровщика. С мая 1912 по июнь 1913 года, как политзаключённый находился под арестом в центральной рижской тюрьме. С марта 1913 года по март 1915 года на подработках у разных частных лиц. В марте 1915 года прибыл в Архангельск, куда тогда был эвакуирован из Латвии союз портовых рабочих, где по ноябрь 1915 года проработал грузчиком в экспедиционной конторе. В ноябре 1915 года был мобилизован, в чине рядового направлен на службу в 181-й пехотный запасной полк, который дислоцировался в Петрограде, Красном селе. Пробыв в армии около 3-х недель дезертировал вместе с другими солдатами. При помощи одного из рижских знакомых сфабриковал себе поддельный паспорт на имя Скуенек, Арвид Карлович, под данным латышским именем прожил всю свою оставшуюся жизнь. В феврале 1916 года прибыл в Москву, где поступил на учёбу в университет имени А. Л. Шенявского, одновременно работал трубопрокатчиком на заводе «Котуар». 5 мая 1917 года совершил каникулярную поездку в Екатеринославль, где и встретил Октябрьскую социалистическую революцию. Вскоре после переворота возвратился в Москву, партией был направлен на работу комиссаром по транспорту в Центральный транспортный комитет. С февраля 1918 по март 1919 года работал в качестве уполномоченного в Московском продовольственном совете. С марта 1919 по март 1923 года — уполномоченный Наркомпрода РСФСР в Москве, Рязани, Курске, Симбирске, Ставрополе.
Летом 1923 года находясь на даче у своего знакомого Озол случайно познакомился с начальником Разведупра А. Я. Зейбот, где беседуя о событиях в Германии высказал желание побывать за границей. Через несколько дней был приглашён в Разведупр РККА, где ответственным сотрудником Я. К. Берзиным был принят на службу. В ноябре 1923 года направлен в качестве резидента в город Кенигсберг, официально занимая должность 2-го секретаря консульства. В конце 1924 года под угрозой провала был отозван в Москву, откуда был направлен в Гельсингфорс на такую же работу. В Финляндии проработал до конца 1926 года, то есть до момента своего перехода в одно из подразделений Разведупра СССР — «Востваг». Занимал в нём сначала должность товароведа, а затем директора московской конторы Воствага, выезжая несколько раз в Германию под фамилией Фрейберг, Яков Оттович. В 1929 году был демобилизован.
После своей демобилизации А. Д. Скуенек какое то время работал слесарем на заводе «Каучук». С 1930 по 1935 год получил высшее образование в Московском нефтяном институте. С декабря 1935 года по июнь 1938 года — Управляющий промыслами «Прикамнефть». Руководил строительством Краснокамского промысла, объявленного ударной стройкой «Второго Баку». В июне 1938 года по состоянию здоровья перешёл на работу в Главное управление высшими учебными заведениями Наркомата здравоохранения СССР — заведующий снабжением Кинофоторадиоцентра.

## Арест, казнь и реабилитация
16 сентября 1938 года Скуенек, Арвид Карлович был арестован по обвинению по статьям 58-1а, 58-7, 58-8, 58-11 Уголовного кодекса РСФСР. 10 марта 1939 г. года был осуждён Военной коллегией Верховного суда СССР и приговорён к высшей мере наказания (расстрелу). Приговор приведён в исполнение в Бутырской тюрьме в тот же день. Место захоронения находится в общей могиле Донского монастыря.
Реабилитирован 15 февраля 1956 г. ВКВС СССР.